# Clan of Xymox (álbum)
Clan of Xymox es el álbum debut homónimo de la banda Clan Of Xymox. El álbum fue producido por el cofundador de 4AD Ivo Watts-Russell y grabado en Palladium Studios en Edimburgo. Los remixes incluidos en el álbum ("A Day" y "Stranger") fueron mezclados y producidos por John Fryer en Blackwing Studios en Londres. Fryer había ganado notoriedad por trabajar con bandas seminales en los sellos discográficos 4AD, Mute, Rough Trade y Beggars Banquet, incluidos Depeche Mode, Fad Gadget y Cocteau Twins.

## Canciones
1. "A Day"
2. "No Words"
3. "Stumble and Fall"
4. "Cry in the Wind"
5. "Stranger"
6. "Equal Ways (My Equine Lover)"
7. "7th Time"
8. "No Human Can Drown"
9. "Muscoviet Mosquito" (bonus track)
10. "Stranger" (remix) (bonus track)
11. "A Day" (remix) (bonus track)

- Datos: Q1942031